# Інцидент Чарлза Брауна та Франца Штіглера
Інцидент Чарлза Брауна та Франца Штіглера стався 20 грудня 1943 року, коли після успішного бомбового удару на Бремен літак 2-го лейтенанта Чарльза «Чарлі» Брауна В-17 (під назвою Ye Olde Pub) був сильно пошкоджений німецькими винищувачами. Пілот Luftwaffe Франц Штіглер мав можливість збити сильно пошкоджений беззбройний бомбардувальник, але цього не зробив. Після довгого пошуку Брауна два пілоти познайомилися один з одним через 50 років і стали друзями, їхня дружба тривала до смерті Штіглера в березні 2008 року.

## Бременське завдання
Завдання екіпажу В-17 було поцілити в завод з виробництва Focke-Wulf Fw 190 у Бремені. Екіпаж 527 Бомбардувального ескадрона усвідомлював, що його зустрінуть сотні німецьких винищувачів. У протиповітряній батареї Бремена було 250 гармат FlaK. Ye Olde Pub був відправлений на особливо небезпечну ділянку.

## Екіпаж
Екіпаж B-17 у цей день:
- 2-й лейтенант Чарлз Браун: командир літака
- 2-й лейтенант Спенсер «Пінкі» Люк: пілот
- 2-й лейтенант Ел Садок: штурман
- 2-й лейтенант Роберт Ендрюс: навідник бомб
- Серж. Бертран Куломб: верхній кулеметник та льотний інженер
- Серж. Дік Печаут: радіооператор
- Серж. Г'ю Екенрод: стрілець
- Серж. Ллойд Дженнінгс: навідник лівої гармати
- Серж. Алекс Єлесанко: навідник правої гармати
- Серж. Сем Блекфорд: артилерійський стрілець

## Бомбовий удар
B-17 запустив свою бомбу на висоті 8320 м при температурі зовнішнього повітря −60 °C. Перед тим, як бомбардувальник випустив свій бомбовий вантаж, точне попадання гармати флак розірвало ніс з оргскла, вибило двигун № 2 і ще більше пошкодило двигун № 4, який вже був у сумнівному стані, і його потрібно було вимкнути, щоб запобігти перевитраті пального. Пошкодження уповільнило бомбардувальник, Браун не зміг залишитися зі своїм формуванням і відстав. Залишившись без підтримки, він був атакований німецькими винищувачами.

## Атака винищувачів
Відставши від свого формування, В-17 був атакований десятком ворожих винищувачів Jagdgeschwader 11. Атака тривала понад 10 хвилин. Літак отримав багато пошкоджень. Був уражений 4-й двигун, через що він працював лише на половину потужності. Внутрішні кисневі, гідравлічні й електричні системи були пошкоджені. Більшість кулеметів заклинило, причиною цього було погане змащування зброї персоналом наземного обслуговування. Внаслідок цього в робочому стані лишилися 1 кулемет у верхній башті і 1 носовий. Більша частина екіпажу була недієздатна: кормовий стрілець був вбитий прямим влучанням гарматного снаряда в голову, Елесанко отримав осколкове поранення ніг, Блекфорд отримав обмороження ніг через коротке замикання системи обігрівання в його комбінезоні, Петучу був поранений в око, а Браун — у плече. Морфій у шприцах заморозився, що ускладнило надання медичної допомоги. Радіостанція була зруйнована. Незважаючи на такі втрати, всі, крім кормового стрільця, вижили.

## У популярній культурі
Про цю подію є пісня гурту Sabaton No bullets fly [Архівовано 1 березня 2020 у Wayback Machine.] з альбому Heroes.